# 1097. grenadirski polk (Wehrmacht)
1097. grenadirski polk (izvirno nemško 1097. Grenadier-Regiment; kratica 1097. GR) je bil pehotni polk Heera v času druge svetovne vojne.

## Zgodovina
Polk je bil ustanovljen 11. julija 1944 kot sestavni del 549. grenadirske divizije.